# Ганей-Ам
Ганей Ам (ивр. גני עם‎, дословно — «Народные сады») — мошав в центральной части Израиля. Расположен на равнине Шарон близ города Ход-ха-Шарон и занимает площадь в 350 дунамов. Подпадает под юрисдикцию регионального совета Дром-ха-Шарон. В 2020 году его население составляло 242 человек.

## История
Мошав был основан в 1932 году еврейскими иммигрантами из Германии, которые были членами группы «Ха-Овед ха-Циони». Сегодня в мошаве осталось мало фермеров, и большинство его жителей имеют свободную профессию.

## Население
По данным Центрального статистического бюро Израиля, население на начало 2020 года составляло 242 человека.